# Campeonato Panamericano de Gimnasia Aeróbica de 2016
El XII Campeonato Panamericano de Gimnasia Aeróbica 2016, se disputa en la ciudad de Lima, Perú, entre el 24 y el 27 de noviembre de 2016, bajo la organización de la Unión Panamericana de Gimnasia y la Federación Peruana de Gimnasia.

## Participantes
En el campeonato participaron 7 países.
| - Argentina - Brasil - Colombia - Chile - Uruguay - Venezuela - Perú |

## Medallistas
| Evento               | Oro          | Plata        | Bronce       |
| -------------------- | ------------ | ------------ | ------------ |
| Individual masculino | Bandera de ? | Bandera de ? | Bandera de ? |
| Individual femenino  | Bandera de ? | Bandera de ? | Bandera de ? |
| Pareja mixta         |              |              |              |
| Trío                 |              |              |              |
| Grupo                |              |              |              |
| Danza aérea          |              |              |              |
| Equipo               |              |              |              |

## Medallero
El país sede está resaltado en azul lavanda
| Núm. | País | Oro | Plata | Bronce | Total |
| ---- | ---- | --- | ----- | ------ | ----- |
| 1    |      | 0   | 0     | 0      | 0     |
| 2    |      | 0   | 0     | 0      | 0     |
| 3    |      | 0   | 0     | 0      | 0     |